# ウロノラクトナーゼ
ウロノラクトナーゼ(Uronolactonase、EC 3.1.1.19)は、以下の化学反応を触媒する酵素である。
D-グルクロノ-6,2-ラクトン + 水{\displaystyle \rightleftharpoons }D-グルクロン酸
従って、基質はD-グルクロノ-6,2-ラクトンと水の2つ、生成物はD-グルクロン酸のみである。
この酵素は加水分解酵素に分類され、特にエステル結合に作用する。系統名は、D-グルクロノ-6,2-ラクトン ラクトノヒドロラーゼ(D-glucurono-6,2-lactone lactonohydrolase)である。アスコルビン酸やアルダル酸の代謝に関与している。